# サマラーテ
サマラーテ（伊: Samarate）は、イタリア共和国ロンバルディア州ヴァレーゼ県にある、人口約16,000人の基礎自治体（コムーネ）。

## 地理

### 位置・広がり

#### 隣接コムーネ
隣接するコムーネは以下の通り。括弧内のMIはミラノ県所属を示す。
- ブスト・アルシーツィオ
- カルダーノ・アル・カンポ
- フェルノ
- ガッララーテ
- ロナーテ・ポッツォーロ
- マニャーゴ (MI)
- ソンマ・ロンバルド
- ヴァンザゲッロ (MI)

### 地震分類
イタリアの地震リスク階級 (it) では、4 に分類される
。

## 行政

### 分離集落
サマラーテには、以下の分離集落（フラツィオーネ）がある。
- Cascina Costa, Cascina Elisa, San Macario, Verghera, Lottizzazione-Barlocco

## 備考
- 航空機製造会社でのちにオートバイ製造にも進出したアグスタ社（現在はアグスタウェストランドおよびMVアグスタ）が Cascina Costa に本社を置いていた。